# Austrolimnophila vivasberthieri
Austrolimnophila vivasberthieri är en tvåvingeart som beskrevs av Alexander 1938. Austrolimnophila vivasberthieri ingår i släktet Austrolimnophila och familjen småharkrankar.
Artens utbredningsområde är Venezuela. Inga underarter finns listade i Catalogue of Life.